# Max Koernicke
Max Walther Koernicke, född 27 januari 1874 i Bonn, död 4 mars 1955 i Bad Honnef, var en tysk botaniker.
Max Koernicke blev filosofie doktor i Bonn 1897, professor vid lantbrukshögskolan i Bonn-Poppelsdorff 1919 och vid universitetet i Bonn 1934. Han företog vetenskapliga resor i Egypten, Ceylon, Java och Peru. Koernicke gjorde fysiologiska undersökningar av röntgen- och radiumstrålningens inverkan på växterna och deras tillväxt, biologiska undersökningar av den parasitiska familjen Loranthaceae och missneväxten Amorphophallus titanum samt praktiska forskningar över sojaodling. Koernicke utgav Der heutige Stand der pflanzlichen Zellforschung (i Berichte der Deutschen botanischen Gesellschaft, 21, 1904) och Eduard Strasburgers Das botanische Praktikum (5:e upplagan 1913, tillsammans med Eduard Strasburger, 7:e upplagan 1923).